# Martirano Lombardo
Martirano Lombardo är en ort och kommun i provinsen Catanzaro i regionen Kalabrien i Italien. Kommunen hade 1 044 invånare (2018).